# Abanîndranâth Tagore
Pour les articles homonymes, voir Tagore.
Abanîndranâth Thâkur dit Tagore (7 août 1871 - 5 décembre 1951), peintre et homme de lettres, né dans la famille Tagore à Calcutta dans le Bengale-Occidental en Inde.

## Œuvre

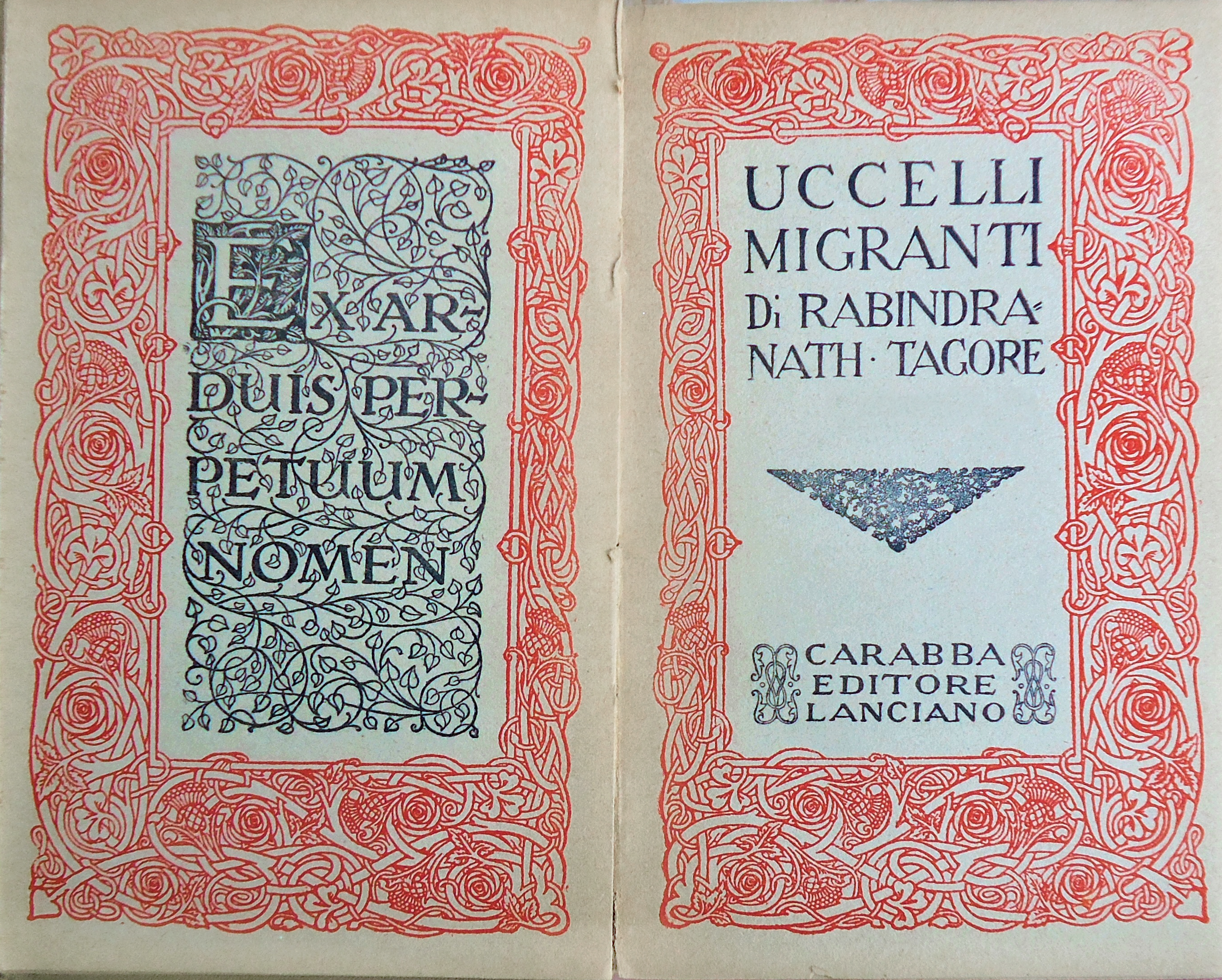
Abanîndranât Tagore, Uccelli migranti, Carabba, 1918